# US Open 1993 (tennis, gemengddubbel)
Op het US Open 1993 speelden de vrouwen en mannen in het gemengd dubbelspel van 1 tot en met 12 september 1993.
|               |  |                 |
| Helena Suková |  | Todd Woodbridge |

## Samenvatting
Van de titelhouders Nicole Provis en Mark Woodforde had de eerste zich niet voor deze editie van het toernooi ingeschreven. Woodforde speelde samen met Martina Navrátilová – zij bereikten de finale.
Het als eerste geplaatste duo Helena Suková / Todd Woodbridge won het toernooi. In de finale versloegen zij het als tweede geplaatste koppel Martina Navrátilová en Mark Woodforde in twee sets, met een tiebreak in de tweede set. Het was hun eerste gezamenlijke titel. Suková had daarnaast twee eerdere dubbelspeltitels met andere partners; Woodbridge drie.
Vier Nederlanders speelden mee:
- Manon Bollegraf en Tom Nijssen waren het achtste reekshoofd. Zij bereikten de kwartfinale, waarin zij werden uitgeschakeld door de latere winnaars.
- Brenda Schultz speelde samen met de Amerikaan Murphy Jensen, Zij kwamen niet verder dan de tweede ronde.
- Paul Haarhuis en Natalia Medvedeva (Oekraïne) strandden in de eerste ronde.

## Geplaatste teams
| Nr. | Team                               | Resultaat    | Uitgeschakeld door                |    | Nr.                              | Team         | Resultaat                          | Uitgeschakeld door |
| --- | ---------------------------------- | ------------ | --------------------------------- | -- | -------------------------------- | ------------ | ---------------------------------- | ------------------ |
| 1.  | Helena Suková Todd Woodbridge      | winnaars     | winnaars                          | 5. | Kathy Rinaldi Patrick Galbraith  | halve finale | Martina Navrátilová Mark Woodforde |                    |
| 2.  | Martina Navrátilová Mark Woodforde | finale       | Helena Suková Todd Woodbridge     | 6. | Conchita Martínez Sergio Casal   | halve finale | Helena Suková Todd Woodbridge      |                    |
| 3.  | Natallja Zverava Mark Kratzmann    | kwartfinale  | Kathy Rinaldi Patrick Galbraith   | 7. | Zina Garrison-Jackson Rick Leach | eerste ronde | Robin White Grant Connell          |                    |
| 4.  | Elizabeth Smylie John Fitzgerald   | tweede ronde | Jill Hetherington Glenn Michibata | 8. | Manon Bollegraf Tom Nijssen      | kwartfinale  | Helena Suková Todd Woodbridge      |                    |

## Toernooischema
| Legenda | Legenda                  |
| ------- | ------------------------ |
| Q       | Qualifier                |
| WC      | Deelname via wildcard    |
| LL      | Lucky Loser              |
| r       | Opgave / trok zich terug |
| w/o     | Walk-over                |
| Alt     | Alternate                |
| SE      | Special Exempt           |
| PR      | Protected Ranking        |
| d       | Diskwalificatie          |

### Finale
| Finale |                                    |   |   |  |
|        |                                    |   |   |  |
| 1      | Helena Suková Todd Woodbridge      | 6 | 7 |  |
| 2      | Martina Navrátilová Mark Woodforde | 3 | 6 |  |

### Bovenste helft
| Eerste ronde | Eerste ronde                      | Eerste ronde | Eerste ronde | Eerste ronde |  |   | Tweede ronde                      | Tweede ronde                     | Tweede ronde | Tweede ronde | Tweede ronde |  |  | Kwartfinale | Kwartfinale                       | Kwartfinale | Kwartfinale | Kwartfinale |  |  | Halve finale | Halve finale                   | Halve finale | Halve finale | Halve finale |
|              |                                   |              |              |              |  |   |                                   |                                  |              |              |              |  |  |             |                                   |             |             |             |  |  |              |                                |              |              |              |
| 1            | Helena Suková Todd Woodbridge     | 7            | 6            |              |  |   |                                   |                                  |              |              |              |  |  |             |                                   |             |             |             |  |  |              |                                |              |              |              |
|              | Claudia Porwik Cyril Suk          | 5            | 4            |              |  |   | 1                                 | Helena Suková Todd Woodbridge    | 63           | 6            | 7            |  |  |             |                                   |             |             |             |  |  |              |                                |              |              |              |
|              | Debbie Graham Scott Melville      | 3            | 64           |              |  |   | Katrina Adams Rikard Bergh        | 7                                | 3            | 5            |              |  |  |             |                                   |             |             |             |  |  |              |                                |              |              |              |
|              | Katrina Adams Rikard Bergh        | 6            | 7            |              |  |   |                                   |                                  |              |              |              |  |  | 1           | Helena Suková Todd Woodbridge     | 6           | 6           |             |  |  |              |                                |              |              |              |
|              | Larisa Neiland Andrej Olchovski   | 6            | 6            |              |  |   |                                   |                                  |              |              |              |  |  | 8           | Manon Bollegraf Tom Nijssen       | 4           | 3           |             |  |  |              |                                |              |              |              |
|              | Mercedes Paz David Macpherson     | 2            | 4            |              |  |   |                                   | Larisa Neiland Andrej Olchovski  | 6            | 3            | 2            |  |  |             |                                   |             |             |             |  |  |              |                                |              |              |              |
|              | Pam Shriver Mark Keil             | 3            | 7            | 3            |  | 8 | Manon Bollegraf Tom Nijssen       | 2                                | 6            | 6            |              |  |  |             |                                   |             |             |             |  |  |              |                                |              |              |              |
| 8            | Manon Bollegraf Tom Nijssen       | 6            | 63           | 6            |  |   |                                   |                                  |              |              |              |  |  |             |                                   |             |             |             |  |  | 1            | Helena Suková Todd Woodbridge  | 6            | 6            |              |
| 4            | Elizabeth Smylie John Fitzgerald  | 6            | 7            |              |  |   |                                   |                                  |              |              |              |  |  |             |                                   |             |             |             |  |  | 6            | Conchita Martínez Sergio Casal | 2            | 1            |              |
| WC           | Ann Grossman Jim Pugh             | 3            | 65           |              |  |   | 4                                 | Elizabeth Smylie John Fitzgerald | 64           | 3            |              |  |  |             |                                   |             |             |             |  |  |              |                                |              |              |              |
|              | Jill Hetherington Glenn Michibata | 7            | 6            |              |  |   | Jill Hetherington Glenn Michibata | 7                                | 6            |              |              |  |  |             |                                   |             |             |             |  |  |              |                                |              |              |              |
|              | Patty Fendick Steve DeVries       | 5            | 3            |              |  |   |                                   |                                  |              |              |              |  |  |             | Jill Hetherington Glenn Michibata | 65          | 3           |             |  |  |              |                                |              |              |              |
|              | Lori McNeil Ken Flach             | 4            | 610          |              |  |   |                                   |                                  |              |              |              |  |  | 6           | Conchita Martínez Sergio Casal    | 7           | 6           |             |  |  |              |                                |              |              |              |
|              | Amanda Coetzer Stefan Kruger      | 6            | 7            |              |  |   |                                   | Amanda Coetzer Stefan Kruger     | 3            | 2            |              |  |  |             |                                   |             |             |             |  |  |              |                                |              |              |              |
|              | Andrea Strnadová Laurie Warder    | 2            | 4            |              |  | 6 | Conchita Martínez Sergio Casal    | 6                                | 6            |              |              |  |  |             |                                   |             |             |             |  |  |              |                                |              |              |              |
| 6            | Conchita Martínez Sergio Casal    | 6            | 6            |              |  |   |                                   |                                  |              |              |              |  |  |             |                                   |             |             |             |  |  |              |                                |              |              |              |